# Virgil Stănescu
Virgil Stănescu, né le 9 janvier 1977 à Bucarest, est un ancien joueur international roumain de basket-ball, ayant évolué au poste de pivot.

## Palmarès

### Collectif
- Champion de Roumanie : 2013
- Troisième du Championnat de Russie : 2006, 2008
- Finaliste de la Coupe de Roumanie : 2005, 2011